# レッスル夢ファクトリー
レッスル夢ファクトリー（レッスルゆめファクトリー）は、かつて存在した日本のプロレス団体。キャッチフレーズは「プロレスの夢を次々と製造する工場の様な団体」。

## 歴史
- 1994年8月、SPWFで事務局長を務めていた高田龍が退社したのとほぼ同時にSPWFを退団した茂木正淑、三浦博文、神風、覆面太郎（2代目）、アジャ浩司、レフェリーのジャッジ金子が設立[1]。
- 1995年3月31日、熊谷市民体育館で旗揚げ戦を開催。
- 2000年、円谷映像が製作した特撮番組「仮面天使ロゼッタ」、特撮オリジナルビデオ「仮面天使ロゼッタ 漆黒のフレイア」のキャラクターを起用する許可を得て仮面天使ロゼッタ、神仮面ファラオン、仮面天使フレイアがデビューして独自のストーリーを作り上げていた。
- 2001年10月、経営難により解散。

## 所属選手
- 仲野信市
- 茂木正淑
- 三浦博文（旧：極悪海坊主、荒くれ海坊主）
- 神風（旧：丸山昭一、現：KAMIKAZE）
- 篠眞一（旧：覆面太郎（2代目）、ザ・マッドネス（2代目）、神仮面ファラオン）
- アジャ浩司
- アステカ
- 伊藤力雄（旧：ザ・マッドネス（3代目））
- 永山明弘（旧：ザ・ウルフ（2代目））
- 加藤茂郎
- コスモ☆ソルジャー
- 婆沙羅（旧：九州山、現：阿蘇山）
- 死神
- 怨霊
- 福田雅一
- MAKOTO（旧：斎藤誠、現：K-ness.）
- 藤崎忠優（現：富豪富豪夢路）
- 勇作（旧：黒毛和牛太、現：不動力也）
- 大作（現：下田大作）
- GENTARO（旧：F.M-TARO）
- 打林陽一（旧：黒影、現：蛇影）

## スポット参戦選手

### 男子選手
- 青柳政司
- グレート・センセイ（現：畠中浩旭）
- ザ・マッドネス（初代）（現：平野勝美）
- ザ・ウルフ（初代）（現：マグニチュード岸和田）
- 小坪弘良
- 岡村隆志
- 望月成晃
- 海賊魔人バイキング（現：谷口裕一）
- ジャック☆ガイスト（現：ビリーケン・キッド）
- 川内大裕（現：玄海）
- 佐藤竜騎士
- 多留嘉一（現：TARU）
- 河野圭一
- ニーハオ（現：MAX宮沢）

### 女子選手
- 仮面天使ロゼッタ（現：矢樹広弓）
- 仮面天使フレイア（現：カルロス天野）
- 吸血鼠魔女デビラッツ（現：タニー・マウス）

## スタッフ

### レフェリー
- ジャッジ金子
- デューク佐渡
- バロン田村
- 永山明弘

### リングアナウンサー
- 渡辺美乃里
- 漆原智恵子

### コーチ
- ミスター・ヒト（フリー）